# Combat de Pontrieux
Chouannerie
Batailles
- 1er Vannes
- Fouesnant
- Scrignac
- Lannion
- Pontrieux
- Bourgneuf-la-Forêt
- Plumelec
- Savenay
- Loiré
- Ancenis
- 2e Vannes
- Pluméliau
- Pontivy
- 1er La Roche-Bernard
- 1er Rochefort-en-Terre
- Pacé
- Guérande
- Fleurigné
- Fougères
- Vitré
- Mané-Corohan
- Plabennec
- Saint-Pol-de-Léon
- Kerguidu
- Lamballe
- Saint-Perreux
- 2e Rochefort-en-Terre
- 2e La Roche-Bernard

La combat de Pontrieux se déroula à la suite d'une révolte paysanne contre la levée en masse lors de la Pré-Chouannerie.

## Le combat
Les affrontements à Pontrieux se déroulent le même jour que le combat de Lannion. Le 10 septembre, le tocsin sonne au matin, 7 000 à 8 000 paysans se rassemblent et marchent sur Pontrieux, qu'ils atteignent à midi. Mais les gardes nationaux et les habitants ont barricadé les rues de la ville, ils repoussent les insurgés après deux heures de combats. Ces derniers se replient, laissant 8 morts sur le terrain et emportant leurs blessés, au nombre d'une vingtaine d'hommes. 
Les 44 paysans faits prisonniers sont jugés à Saint-Brieuc le 19 mars 1793. Le tribunal, présidé par le juge Le Roux, prononce 8 condamnations à mort, dont 2 par contumace. Afin de frapper les esprits, les six condamnés sont exécutés successivement dans six chefs-lieux de district, à Saint-Brieuc, Pontrieux, Broons, Dinan, Loudéac et Rostrenen,.